# (5899) Jedicke
(5899) Jedicke es un asteroide que forma parte del cinturón interior de asteroides más concretamente al grupo de Hungaria, descubierto el 9 de enero de 1986 por Carolyn Shoemaker y por su esposo que también era astrónomo Eugene Shoemaker desde el Observatorio del Monte Palomar, Estados Unidos.

## Designación y nombre
Designado provisionalmente como 1986 AH. Fue nombrado Jedicke en homenaje a la familia Jedicke, en particular Peter, Robert y June. Peter Jedicke, uno de los astrónomos aficionados más conocidos de Canadá, es un excelente maestro de astronomía y física, especialmente para los jóvenes. Su hermano Robert, un físico, observa con la encuesta Spacewatch objetos cercanos a la Tierra. Aunque la hermana June Zehr no ha seguido los pasos astronómicos de sus hermanos, a menudo comparte sesiones de observación con sus hermanos.

## Características orbitales
Jedicke está situado a una distancia media del Sol de 1,928 ua, pudiendo alejarse hasta 2,153 ua y acercarse hasta 1,703 ua. Su excentricidad es 0,116 y la inclinación orbital 24,00 grados. Emplea 978,516 días en completar una órbita alrededor del Sol.

## Características físicas
La magnitud absoluta de Jedicke es 14,2. Tiene 2,672 km de diámetro y su albedo se estima en 0,621. 